# Esther Festini
Esther Festini de Ramos Ocampo fue una educadora peruana, primera mujer en ingresar a la sección de Pedagogía de la Facultad de Filosofía y Letras de la Universidad Nacional Mayor de San Marcos (UNMSM) y primera sanmarquina recibida Doctora en Letras.

## Biografía
Su empeño por estudiar educación en la universidad estaba encaminado a abrir el nivel secundario del Liceo Grau, colegio de mujeres particular de orientación católica, del cual fue la fundadora y directora.
Para aprobar el examen sobre estudios secundarios (la media), estudió los cursos preparatorios con Numa Pompilio Llona y Pedro Labarthe como profesores particulares. Labarthe, al ser docente universitario, le permitió seguir el curso de Pedagogía antes de entrar oficialmente a la universidad, como alumna libre, el cual aprobó con un brillante examen. Ingresó en la UNMSM de manera oficial en 1898, con permiso especial del Congreso de la República para dispensarse de dar el examen sobre la media. Tres años después, en 1901, se recibió de bachiller en Pedagogía, con la tesis “El rol que corresponde a la mujer en la Sociedad, es el que determina su Educación” En 1904 obtuvo el grado de Doctor en la Facultad de Filosofía y Letras gracias a su tesis Cuestiones relativas a la educación femenina, en la que propuso un nuevo modelo de educación pública y la necesidad de implementar escuelas para niñas.
La educación que brindó en el liceo fue dirigida a preparar a las estudiantes con conocimientos más allá del cuidado del hogar, aunque todavía bajo la figura de ser futuras madres educadoras. Esto es lo que Margarita Zegarra (2011) denomina el feminismo maternalista, cuyo planteamiento es de igualdad en educación entre hombres y mujeres, pero no como ciudadanas de plenos derechos. Este feminismo maternalista es consecuencia de la visión positivista comtiana de las mujeres. Los cursos del liceo correspondían a lo dictado en los colegios de hombres, en temas científicos que debían usar la objetividad y la razón
Ya a comienzos del siglo XX, formó parte de la asociación feminista "Evolución femenina", fundada por María Jesús Alvarado, junto con Javier Prado, Manuel Vicente Villarán, María Elvira Rodríguez Lorente, Miguelina Acosta y Rosa Dominga Pérez Liendo. También, estuvo en la Sociedad Nacional de Temperancia, con Wenceslao Molina, los protestantes Thomas Wood y Ruperto Algorta, y María Jesús Alvarado.
En 1910, participó en el Congreso de Buenos Aires, en el que mujeres de varios países latinoamericanos se reunieron para reflexionar sobre las mejoras que eran necesarias en la situación de las mujeres. Participaron otras peruanas, como María Jesús Alvarado, Dora Mayer, Elvira Rodríguez Lorente, Teresa González de Fanning y Elvira García y García, junto con hombres a favor de los derechos de las mujeres como Christian Dam y Juan José del Pino.
Según se registra en el diario La Prensa de 1939, participó en la fundación del Consejo de Patronato de Damas de la Escuela de Jardineras de la Infancia. Esta institución fue presidida por Francisca de Benavides e integrada por Mercedes Dammert de Ramos Cabieses, Lucila Borda de D‟Onofrio, Margarita Alayza, M. Rosario Araos, Emilia Barcia Bonifatty, María Dibos Dammert, Elvira García y García y Luisa Jorissen.

## Homenajes
Al cumplirse 50 años de actividad docente, fue homenajeada con una placa en el patio de honor del Colegio Nacional Miguel Grau, conocido anteriormente como Liceo Grau.
Una calle del distrito limeño de Magdalena del Mar lleva su nombre, calle Esther Festini de Ramos, así como una institución educativa en el distrito de Comas y un colegio de educación secundaria en el distrito de San Martín de Porres, ambos en la capital peruana.